# Lega calcistica degli Emirati Arabi Uniti 1974-1975
La UAE Football League 1974–1975 è la 2ª edizione della massima competizione nazionale per club degli Emirati Arabi Uniti, la
squadra che diventerà campione è l'Al-Ahli Club che conquista il suo primo titolo nazionale nella sua storia. Alla competizione prendono parte 6 squadre.

## Classifica
|                                | Pos. | Squadra       | G  | V | N | P | GF | GS | Pt |
| ------------------------------ | ---- | ------------- | -- | - | - | - | -- | -- | -- |
| Emirati Arabi Uniti (bandiera) | 1    | Al-Ahli Dubai | 10 | 9 | 0 | 1 | 35 | 8  | 18 |
|                                | 2    | Sharjah       | 10 | 6 | 2 | 2 | 22 | 5  | 14 |
|                                | 3    | Al-Nasr       | 10 | 6 | 1 | 3 | 29 | 9  | 13 |
|                                | 4    | Al-Wasl       | 10 | 2 | 3 | 5 | 11 | 14 | 7  |
|                                | 5    | Oman Club     | 10 | 2 | 3 | 5 | 11 | 20 | 7  |
|                                | 6    | Abu Dhabi SC  | 10 | 0 | 1 | 9 | 4  | 56 | 1  |

Legenda:

      Campione degli Emirati Arabi Uniti 1974-1975

Note:
Due punti a vittoria, uno a pareggio, zero a sconfitta.